# 579724 Rómerflóris
579724 Rómerflóris è un asteroide della fascia principale interna. Scoperto nel 2012, presenta un'orbita caratterizzata da un semiasse maggiore pari a 2,484836 UA e da un'eccentricità di 0,172709, inclinata di 8,607310° rispetto all'eclittica.